# Trastorn de la personalitat dependent
El trastorn de la personalitat dependent (TPD) és un trastorn de la personalitat que es caracteritza per una dependència psicològica generalitzada envers les altres persones. Aquest trastorn de personalitat és una condició a llarg termini en la qual les persones depenen d'altres per satisfer les seves necessitats físiques i emocionals, i només una minoria acaba assolint nivells d'autonomia normals. El trastorn de la personalitat dependent és un trastorn de personalitat del Clúster C, caracteritzat per una por i ansietat excessives. Comença a la primera edat adulta, és present en diversos contextos i s'associa a un funcionament inadequat. Els símptomes poden incloure extrema passivitat, devastació o indefensió quan s'acaben les relacions, així com evitació de responsabilitats i submissió severa.

## Signes i símptomes
Les persones que tenen un trastorn de personalitat depenent presenten sobredependència de les altres persones a l'hora de prendre decisions. No poden prendre una decisió pel seu compte, ja que necessiten aprovació constant dels altres. En conseqüència, les persones diagnosticades de TPD tendeixen a situar les necessitats i opinions dels altres per sobre de les seves, ja que no tenen la confiança de confiar en les seves decisions. Aquest fet pot explicar per què les persones amb TPD tendeixen a mostrar una conducta passiva. Aquestes persones mostren por a la separació i no poden estar sols. Quan estan sols, experimenten sentiments d'aïllament i solitud a causa de la seva dependència aclaparadora de les altres persones. En general, les persones amb TPD també són pessimistes: esperen el pitjor de les situacions o creuen que el pitjor passarà. Solen ser més introvertits i són més sensibles a la crítica i al rebuig a la por que els que no presenten el trastorn.

## Factors de risc
Les persones amb antecedents d'abandonament i una criança abusiva són més susceptibles de desenvolupar TPD, concretament les que han estat involucrades en relacions abusives durant un llarg període. Els que tenen pares sobreprotectors o autoritaris també tenen més risc de desenvolupar TPD. Tenir antecedents familiars de trastorn d'ansietat pot tenir un paper en el desenvolupament de TPD, ja que un estudi amb bessons del 2004 va trobar una heretabilitat del 0,81 per a trastorns de personalitat en general.

## Causes
Es desconeix la causa exacta del trastorn de la personalitat dependent. Un estudi del 2012 va estimar que entre el 55% i el 72% del risc de la malaltia s'hereta dels pares. La diferència entre una "personalitat dependent" i un "trastorn de personalitat depenent" és una mica subjectiva, cosa que fa que el diagnòstic sigui sensible a influències culturals com les expectatives de rol de gènere.
Els trets dependents en els nens tendeixen a augmentar amb conductes i actituds dels pares basades en la sobreprotecció i l'autoritarisme. La probabilitat de desenvolupar un trastorn de la personalitat dependent augmenta per què aquests trets parentals poden limitar als nens a l'hora de desenvolupar una sensació d'autonomia, i més aviat els ensenyen que els altres tenen el poder i la competència.
Algunes experiències traumàtiques o adverses durant els primers anys de vida d'un individu, com ara l'abandonament, l'abús o malalties greus, poden augmentar la probabilitat de desenvolupar trastorns de personalitat, inclòs el trastorn de la personalitat dependent. Això és especialment important en aquelles persones que també pateixen un alt estrès interpersonal i un suport social deficient.
El fet que hi hagi una freqüència més alta del trastorn en dones que en homes, indica que les expectatives relacionades amb el rol de gènere poden contribuir-hi en certa manera.

## Diagnòstic
Els metges i investigadors clínics conceptualitzen el trastorn de la personalitat dependent en quatre components relacionats:
- Cognitiu: una percepció de si mateix com a incapaç i incompetent, unida a la creença que les altres persones són comparativament més poderoses i competents.
- Motivacional: desig d'obtenir i mantenir relacions amb protectors i cuidadors.
- Conducta: un patró de conducta que facilita la relació, dissenyat per enfortir els lligams interpersonals i minimitzar la possibilitat d'abandonament i rebuig.
- Emocional: por a l'abandonament, por al rebuig i ansietat per l'avaluació per part de les figures d'autoritat.[7]

### DSM
La versió més recent del Manual de diagnòstic i estadística de trastorns mentals, el DSM-5, estableix vuit característiques del trastorn de la personalitat dependent. Per establir el diagnòstic, cal que es compleixin almenys cinc dels següents factors:
1. Li costa prendre decisions quotidianes sense el consell i la reafirmació excessiva d'altres persones.
2. Necessita els altres per assumir responsabilitats en la majoria dels àmbits importants de la seva vida.
3. Té dificultat per expressar el desacord amb els altres per por de perdre el seu suport o aprovació.
4. Té dificultat per iniciar projectes o fer coses per si mateix (a causa de la manca de confiança en el propi judici o capacitat i no per falta de motivació o energia).
5. Va massa lluny per obtenir l'acceptació i suport dels altres, fins al punt de fer voluntàriament coses que li desagraden.
6. Se sent incòmode o indefens quan està sol per por exagerada a ser incapaç de cuidar-se a si mateix.
7. Quan acaba una relació estreta, busca amb urgència una altra relació perquè el cuidin i li donin suport.
8. Sent una preocupació no realista per por que l'abandonin i hagi de tenir cura de si mateix.[8]

### Organització Mundial de la Salut
L'ICD-10 de l' Organització Mundial de la Salut defineix el trastorn de la personalitat dependent de la següent manera: 
 Es caracteritza per almenys 4 de les següents:
1. Incentivar o permetre que els altres prenguin la majoria de decisions importants de la vida;
2. Subordinació de les pròpies necessitats a aquelles persones de qui en depèn un i compliment indegut dels seus desitjos;
3. Falta de voluntat de fer demandes raonables a la gent de la qual depèn;
4. Sentir-se incòmode o indefens quan està sol, a causa de les pors exagerades d'incapacitat de tenir cura d'un mateix;
5. Preocupació amb temors de ser abandonat per una persona amb qui es manté una relació estreta i d'haver de tenir cura de si mateix;
6. Capacitat limitada per prendre decisions quotidianes sense una quantitat excessiva d'assessorament i tranquil·lització per part dels altres.

Les funcions associades poden incloure percebre’s a si mateix com a desemparat, incompetent i mancats d'autoestima.
Inclou:
- Trastorns de la personalitat astènica, inadequada, passiva i autoderrotadora.

 És obligatori, segons l'ICD-10, que tot diagnòstic de trastorn específic de la personalitat també satisfaci un conjunt de criteris generals de trastorn de personalitat.

### SWAP-200
El SWAP-200 és una eina de diagnòstic que es va proposar amb l'objectiu de superar limitacions, com ara una validesa externa limitada per als criteris de diagnòstic del trastorn de la personalitat dependent al DSM. Serveix com a possible sistema nosològic alternatiu sorgit dels esforços per crear un enfocament empíric dels trastorns de la personalitat, a la vegada que preserva la complexitat de la realitat clínica. El trastorn de la personalitat dependent es considera un prototip clínic en el context del SWAP-200. En lloc dels símptomes discrets, proporciona criteris característics de descripció composta, com ara tendències de personalitat.
Basat en el mètode Q-Sort i la concordança de prototips, el SWAP-200 és un procediment d'avaluació de la personalitat que es basa en el judici d'un observador extern. Proporciona:
- un diagnòstic de la personalitat expressat segons el grau de concordança amb deu descripcions prototípiques dels trastorns de la personalitat del DSM-IV.
- un diagnòstic de la personalitat basat en el grau de concordança del pacient amb 11 factors Q de personalitat derivats empíricament.
- un perfil dimensional de funcionament saludable i adaptatiu.[6]

Els trets que defineixen el trastorn de la personalitat dependent segons SWAP-200 són:
1. Solen unir-se ràpidament i/o intensament, desenvolupant sentiments i expectatives que no estan justificades per la història o el context de la relació.
2. Com que acostumen a ser submisos, les persones amb TPD solen estar en relacions en què se'ls abusa emocionalment o físicament.
3. Solen sentir vergonya, inadequació i depressió.
4. També se senten impotents i acostumen a ser suggestionables.
5. Sovint tenen inquietud i tendeixen a sentir-se culpables.
6. Aquestes persones tenen dificultats per reconèixer i expressar ira, i lluitar per assolir les seves pròpies necessitats i objectius.
7. No són capaços de calmar-se o de reconfortar-se quan estan angoixats, necessiten la participació d'una altra persona per ajudar a regular les seves emocions.[6]

### Manual de diagnòstic psicodinàmic
El Manual de diagnòstic psicodinàmic (PDM) aborda el trastorn de la personalitat dependent en un sentit descriptiu, més que no pas prescriptiu i ha rebut suport empíric. El manual de diagnòstic psicodinàmic inclou dos tipus diferents de trastorn de la personalitat dependent:
1. Passiu-agressiu
2. Contra-dependent[6]

El PDM-2 adopta i aplica un enfocament prototípic mitjançant mesures empíriques com el SWAP-200. Va estar influenciat per una perspectiva de desenvolupament fonamentada empíricament, proposada per Sidney Blatt. Aquest model té un interès especial en el trastorn de la personalitat dependent, afirmant que la psicopatologia prové de distorsions de dues coordenades principals del desenvolupament psicològic:
1. La dimensió anaclítica/introjectiva.
2. La dimensió de relació/autodefinició.[6]

L'organització de la personalitat anaclítica en individus presenta dificultats de relació interpersonal i presenta així les següents conductes:
- Preocupació per les relacions
- Por a l'abandonament i al rebuig
- Recerca de proximitat i intimitat
- Dificultat per gestionar els límits interpersonals
- Estil de fixació ansiós/preocupat.[6]

L'estil de personalitat introjectiu està associat a problemes d'autodefinició.

### Diagnòstic diferencial
Hi ha similituds entre individus amb trastorn de la personalitat dependent i individus amb trastorn de la personalitat límit, ja que tots dos tenen por a l'abandonament. Els que presenten trastorn de la personalitat dependent no presenten una conducta impulsiva, inestabilitat emocional ni una mala autoimatge, com sí que experimenten els quals tenen trastorn de la personalitat límit, diferenciant els dos trastorns.
Les següents condicions sovint coexisteixen (són comòrbides) amb el trastorn de la personalitat dependent:
- trastorns de l'estat d'ànim
- trastorns d'ansietat
- trastorn d'adaptació
- trastorn de la personalitat límit
- trastorn evitatiu de la personalitat
- trastorn de la personalitat histriònic

### Els subtipus de Millon
La psicòloga Theodore Millon va identificar cinc subtipus de trastorn de la personalitat dependent en. Un individu dependent pot incloure's en un o cap dels següents:
| Subtipus                | Descripció                                | Trets de personalitat |
| ----------------------- | ----------------------------------------- | --- |
| Dependent inquiet       | Inclou les característiques evitatives    | Inquiet; desconcertat; sent por; vulnerable a l'abandonament; solitari llevat que hi hagi figures de suport properes.                                                         |
| Dependent desinteressat | Inclou trets masoquistes                  | S'uneix i se submergeix en un altre; s'involucra, s'agrupa, s'absorbeix, s'incorpora, renuncia a la seva pròpia identitat; es converteix en un, o en una extensió d'un altre. |
| Dependents immadurs     | Variant del patró "pur"                   | Poc sofisticat, poc desenvolupat, infantil; sense experiència i sense conformació; incapaç d'assumir responsabilitats adultes.                                                |
| Dependent acomodat      | Inclou les característiques histriòniques | Graciós, desitjós, benevolent, que respecte, obligat, agradable; nega sentiments pertorbadors; Adopta un paper submís i inferior.                                             |
| Dependent ineficaç      | Inclou les característiques esquizoides   | Improductiu, sense guany, incompetent, sense mèrit; busca una vida sense problemes; es nega a fer front a les dificultats; sense problemes per mancances.                     |

## Tractament
Les persones que tenen TPD se solen tractar amb psicoteràpia. L'objectiu principal d'aquesta teràpia és fer l'individu més independent i ajudar-lo a formar relacions saludables amb les persones que l'envolten. Això es fa millorant la seva autoestima i confiança.
La medicació es pot utilitzar per tractar pacients que pateixen depressió o ansietat associats al TPD, però això no tracta els problemes fonamentals causats pel trastorn. Les persones que prenen aquests medicaments amb recepta són susceptibles d'addicció i abús de substàncies i, per tant, poden requerir un seguiment.

## Epidemiologia
Basant-se en una enquesta a 43.093 nord-americans, el 0,49% dels adults compleixen criteris de diagnòstic de TPD (National Epidemiologic Survey on Alcohol and Conditions Related (NESARC; Grant et al., 2004). Els trets relacionats amb la TPD, com la majoria dels trastorns de personalitat, sorgeixen a la infància o a l'edat adulta primerenca. Segons l'estudi NESArC, es va trobar que entre els 18 i 29 anys les dones tenen més possibilitats de desenvolupar TPD. La TPD és més freqüent entre les dones en comparació amb els homes, ja que el 0,6% de les dones tenen TPD enfront del 0,4% dels homes.
Un estudi amb bessons del 2004 suggereix una heretabilitat de 0,81 per desenvolupar un trastorn de la personalitat dependent. A causa d'això, hi ha evidències significatives que aquest trastorn es dona a nivell famíliar.
Els nens i adolescents amb antecedents de trastorns d'ansietat i malalties físiques són més susceptibles a adquirir aquest trastorn.

## Història

### Teoria psicoanalítica
La conceptualització de la dependència, dins de la teoria psicoanalítica clàssica, està directament relacionada amb l'etapa de desenvolupament psicosexual oral de Freud. La frustració o la sobregratificació deriven en una fixació oral i en un tipus de caràcter oral, caracteritzat per sentir-se dependent dels altres per tenir cura-se, i per conductes representatives de l'etapa oral. Les teories psicoanalítiques posteriors traslladen el focus d'un enfocament de la dependència basada en unitats al reconeixement de la importància de les primeres relacions i l'afirmació que la separació d'aquests cuidadors primerencs, en què s'interioritzen els intercanvis entre el cuidador i l'infant, passa a formar part dels conceptes del jo i dels altres.